# 西村かおる
西村 かおる（にしむら かおる、1957年 - ）は、日本コンチネンス協会名誉会長。排泄ケア専門ナース。東京都内の病院で訪問看護師として勤務した後、イギリスに留学し、地域看護とコンチネンスケア（排泄ケア）を学ぶ。帰国後、1990年にコンチネンスセンター（排泄ケア情報センター）を開設し、1993年に「日本コンチネンス協会」を設立した（2009年にNPO法人化）。

## 経歴
1976年に高知県立高知追手前高等学校を卒業。1979年に専門学校三育学院カレッジ看護学科を卒業。1982年に東京都立公衆衛生看護専門学校保健学科を卒業。1987年に英国サセックス州のブライトン・ポリテクニック訪問看護コースを修了。1986年には、イギリス・サセックス州のブライトン・ポリテクニックにて地域看護を学ぶ。イギリスでコンチネンスアドバイザーの存在に衝撃を受け、翌年にコースを取り直して排泄ケアを学ぶ。1988年に英国のコンチネンスアドバイザーコースを修了。1979年から1987年まで東京衛生病院に勤務。1990年に東京都杉並区にコンチネンスセンター（排泄ケア情報センター）を開設。現在、コンチネンスジャパン株式会社専務取締役、NPO法人日本コンチネンス協会名誉会長、コンチネンスジャパン株式会社の専務取締役も務め、全国各地の病院で非常勤としてコンチネンスのアドバイスをしている。北里大学病院（泌尿器科）非常勤勤務、沖縄アドベンチストメディカルセンター（産婦人科）非常勤勤務、北里研究所病院（コンチネンスクリニック）非常勤勤務。

## 著書
- 『進め!おもらし世直し隊―だいじょうぶ、失禁』弓立社　1995年
- 『ナースのための尿失禁ケアハンドブック』(福井準之助、小松浩子と共著)医療ジャーナル社　2001年
- 『患者さんと介護家族のための心地よい排泄ケア』岩波書店　2008年
- 『アセスメントに基づく排便ケア』中央法規出版　2008年
- 『コンチネンスケアに強くなる 排泄ケアブック』学習研究社　2009年
- 『パンツは一生の友だち―排泄ケアナース実践録』現代書館　2010年
- 『新・排泄ケアワークブック―課題発見とスキルアップのための70講 』中央法規出版　2013年